# Cabeza la Vaca
Cabeza la Vaca es un municipio español, perteneciente a la provincia de Badajoz (comunidad autónoma de Extremadura).

## Geografía
Está ubicado al sur de la provincia, en medio de un pequeño valle de las estribaciones occidentales de Sierra Morena, en el macizo de la sierra de Tentudía, por ello su geografía es montañosa, con cotas que superan los 1000 m, no es casualidad que Cabeza la Vaca sea la población a mayor altitud de la Baja Extremadura.
Este municipio lo encontramos entre campos de encinas, olivos, castaños, rodeado de sierras que definen su entorno natural y la forma de vida de muchos de sus habitantes. 
El clima es mediterráneo, como su vegetación, pero claramente matizado por el clima atlántico, manifiesto sobre todo en invierno, estación en la que se recogen las lluvias más elevadas (850 mm de precipitación de media), en unas precipitaciones serenas, con escasos episodios violentos. Prueba del matiz atlántico es la presencia en la vegetación de robles y castaños. En verano las temperaturas son altas, típicas del clima mediterráneo, pero las auras atlánticas hacen su presencia refrescando las noches, que junto a la altitud mitigan bastante los rigores de la canícula. Forma, junto con otros 8 municipios, la comarca de Tentudía, denominada así por la existencia del Monasterio de Tentudía en la cima del monte de igual nombre, que con sus 1112 metros de altitud es el techo de la Sierra Morena extremeña y, por tanto, el más elevado de la provincia de Badajoz. Pertenece al partido judicial de Fregenal de la Sierra.
A pesar de ser un pueblo inmerso en plena sierra, no es difícil acceder a él, pues sólo a 15 km en dirección este se encuentra la autovía de la Plata A-66 (antigua carretera Nacional N-630 o Vía de la Plata), estando a poco más de una hora de Sevilla hacia el sur y de Mérida hacia el norte. Por el oeste, a 25 km, hallamos en Fregenal de la Sierra la Nacional N-435, vía de unión entre Badajoz, a 100 km, y Huelva, a 140 km. 
La fisonomía de Cabeza la Vaca está a caballo entre la arquitectura extremeña y la andaluza: calles estrechas y empinadas, con fachadas encaladas y tejados marrones de tejas árabes, que confluyen en pequeñas plazas remozadas con gracia y adornadas en ocasiones por curiosos monumentos, como la “Cruz del Rollo”, o pintorescas fuentes y pilares con abundante agua, testigos, algunas de ellas, de la historia de la villa. Todo ello nos hace recordar la influencia de la vecina Andalucía, conjugándose a su vez con la sobriedad y la austeridad extremeña.

## Historia
Su origen se encuentra en una villa romana del siglo II d. C. cuya ocupación se perpetuó transformada en vicus visigodo, momento de su máximo esplendor entre los siglos V y VI, hasta alcaria en el período califal (siglo X), momento en que sucumbió en el azaroso período de luchas protagonizadas por los rebeldes muladíes y mozárabes de la región de Laqant (Fuente de Cantos) y el levantisco Ibn Marwan, fundador de Badajoz en el 875. La pacificación llevada a cabo por Abderramán III, desde el 930, supuso la eliminación de estos pequeños núcleos, refugios de rebeldes frente al poder de Córdoba. Tras la reconquista hacia 1247, quedó dentro de la encomienda de Montemolín, donada a la Orden de Santiago en 1248; el solar de la antigua villa fue repoblado a partir de 1274, a raíz de la concesión del fuero de población a Segura de León, en cuya encomienda se encontraba. El nombre del pueblo se desconoce a qué se debe, descartado como queda el Maestre Cabeza de Vaca (1383), de existencia muy posterior; ya en 1330 hay constancia en las fuentes históricas escritas de encontrarse poblado el núcleo; en el Libro de Montería de Alfonso XI, antes de 1350, aparece la villa como potencial fuente de personas para las vocerías en el cazadero del Castaño. No empecé ello para que cualquier otro de los primeros vecinos aquí establecidos se apellidara Cabeza de Vaca y bautizara la población con su apellido; no extraña, pues otros primeros establecidos dejaron antropónimos en el término: así Martín Gil dio nombre al arroyo que cruzaba sus posesiones, o los apellidos Polaíno y Quiciales designan los cerros y puerto de montaña donde tuvieron sus propiedades. En 1430 se produjo un brote de peste en la Comarca, según cuenta el cronista Andrés Bernáldez, y muchos vecinos de ella se refugiaron en esta población; el episodio fue de tal virulencia que despobló el lugar de Aguilarejo, a legua y media de Fuente de Cantos, y cuyos habitantes se salvaron al trasladarse a Cabeza la Vaca, aporte demográfico fundamental para el pueblo, que vio crecer su vecindario y su casco urbano. Desgraciadamente, el yacimiento de la villa romana puesto al descubierto a causa de unas obras ha sido destruido al prevalecer los intereses políticos y personales por encima del patrimonio histórico común, con lo que se ha lastrado parte de la Historia Regional y Comarcal, dejando en entredicho la defensa y protección de los vestigios históricos por parte de los Responsables correspondientes.
Entre los restos arqueológicos conservados, está un ara votiva dedicada a Ataecina, asociada a un lugar de culto de esta diosa, relacionado con un monte, un bosque sagrado y un manantial cuyas aguas hoy día surten una fuente pública.
En lo administrativo, judicial y eclesiástico estuvo comprendida en la provincia de León, que la Orden de Santiago tenía en Extremadura. Dentro de esta demarcación, conformaba con otras cuatro villas vecinas la Encomienda Mayor de León, hasta el siglo XIX, cuya capital estaba en Segura de León. Eclesiásticamente, pertenecía al Priorato de San Marcos de León, de la Orden Santiaguesa, y más concretamente al Provisorato de Llerena, circunstancia esta que en 1871 hizo que fuera villa cismática durante varios meses cuando el cisma de Llerena, ya que entonces su párroco, Manuel Gallego, era arcipreste comarcal. El Cisma se produjo cuando se planteó la incorporación lógica a la Diócesis de Badajoz.
La historia de este pueblo transcurre como la mayoría de los pueblos extremeños, entre pleitos y disputas por el reconocimiento de su independencia administrativo-judicial y la defensa de su terruño, envuelto en litigios de pastos y baldíos comunes, que consumieron gran parte de la riqueza y el esfuerzo municipal. Destaca el siglo XVII donde se dieron los momentos más tensos de esta lucha local por el control del concejo.
La nota más sobresaliente es la figura de Diego María de la Tordoya, hijo del pueblo que, tras participar en la Guerra de la conquista de Granada, embarcó con Colón en 1492, convirtiéndose en codescubridor del Nuevo Mundo. Murió allí, en el Fuerte Navidad. La estela de Tordoya fue seguida durante el siglo XVI y XVII por un nutrido grupo de paisanos cuya riqueza dejarían testificada en obras suntuarias o financieras, caso de alguno que al volver destinó parte de sus caudales para hacer préstamos a concejos.
El siglo XVII fue una centuria crítica que postró a la villa económica y demográficamente. La Guerra con Portugal, la presión de los impuestos y el mantenimiento del ejército provocaron una salida de gente del pueblo hacia Andalucía, buscando paz y tranquilidad, situación a la que coadyuvó las ambiciosas oligarquías locales, esquilmadoras de las arcas concejiles. Destaca la familia Carvajal cuyos miembros controlaron el ayuntamiento y algunos de sus miembros tuvieron sometido al pueblo a su tiranía en las primeras décadas del siglo XVII. De funesta memoria es Rodrigo de Carvajal, cuya vida acabó el cadalso en 1612. El siglo XVIII comenzó mal con la Guerra de Sucesión y la guerra con Portugal provocando una nueva crisis. A finales de siglo la población se mostraba decaída. De todas formas su independencia jurisdiccional se vio reconocida hacia 1734, fruto de ello es el airoso Rollo que se erige en la plaza mayor, testimonio de su autonomía jurídica. Este afán renovador se mostró también en la construcción de una nueva plaza, un nuevo ayuntamiento y cárcel pública, así como una torre para alojar el reloj de la villa. El siglo XIX comenzó también mal, con la Guerra de la Independencia y el saqueo a que fue sometida la villa en 1811, quedando a los vecinos sin alimentos. Posteriormente, con las nuevas leyes desmortizadoras y el nuevo estado liberal se inició poco a poco una recuperación económica y demográfica. Los repartos de tierras comunales hace que en 1827 se muestren las mejoras económicas y demográficas, inmediatamente lastradas por el aumento de jornaleros con escasas salidas laborales, tónica que se mantendrá hasta mediados del siglo XX, cuando la emigración hacia otras zonas más prósperas palió la presión social, mejorando la calidad de vida paulatinamente con la Democracia. En 1755, se hundió parte de un monte, la Buitrera, y salió gran cantidad de agua durante varios días, fenómeno que sobrecogió a la población, al fin de los cuales se recogieron las aguas y no ha vuelto a manifestarse el fenómeno. El asunto parece estar ligado al mundialmente conocido Terremoto de Lisboa, el 1 de noviembre de 1755, que bien en el mismo momento o en algunas de sus réplicas alumbraron una bolsa de agua contenida en el seno de la montaña. De todas formas las surgencias de agua se han producido hasta hace poco, durante inviernos lluviosos, con varios géiser de la altura de un olivo. El sitio más exacto se denomina Hueco de la Buitrera. Otro testimonio del momento del terremoto lo da el párroco del pueblo que el 1 de noviembre de 1755, encontrándose dentro de la iglesia y junto a los otros curas vieron temblar las imágenes del altar mayor y fuera observaron como temblaba la torre de la iglesia. 
Otro fenómeno natural, más reciente, a comienzos del siglo XX, se produjo en Las Murciélagas, en la sierra de la Pedrera, término del pueblo, y fue el hundimiento en la tierra de un caballo. La cosa obedeció a ser una zona calcárea, llena de formaciones kársticas, donde han sido frecuentes los hundimientos, dolinas, que parece ser este caso. El lugar exacto es el conocido Cercado del Comandante.
Curiosidad es que el abuelo materno de Zurbarán, Andrés Márquez, fue natural de Cabeza la Vaca, que por motivos desconocidos se había trasladado a Fuente de Cantos en fecha también ignorada.
A la caída del Antiguo Régimen la localidad se constituye en municipio constitucional en la región de Extremadura, entonces conocida como Cabeza de Vaca. Desde 1834 quedó integrado en el partido judicial de Fregenal de la Sierra. En el censo de 1842 contaba con 346 hogares y 1320 vecinos.
Perteneció a la diócesis del Priorato de San Marcos de León como arciprestazgo hasta 1873, que pasó a la diócesis de Badajoz.

## Demografía
Cabeza la Vaca cuenta con una población de 1255 habitantes (INE 2024).
| Gráfica de evolución demográfica de Cabeza la Vaca entre 1842 y 2021                                                                                                   |
| |
| Población de derecho según los censos de población del INE. Población de hecho según los censos de población del INE.En este censo se denominaba Cabeza de Vaca: 1842. |

## Patrimonio

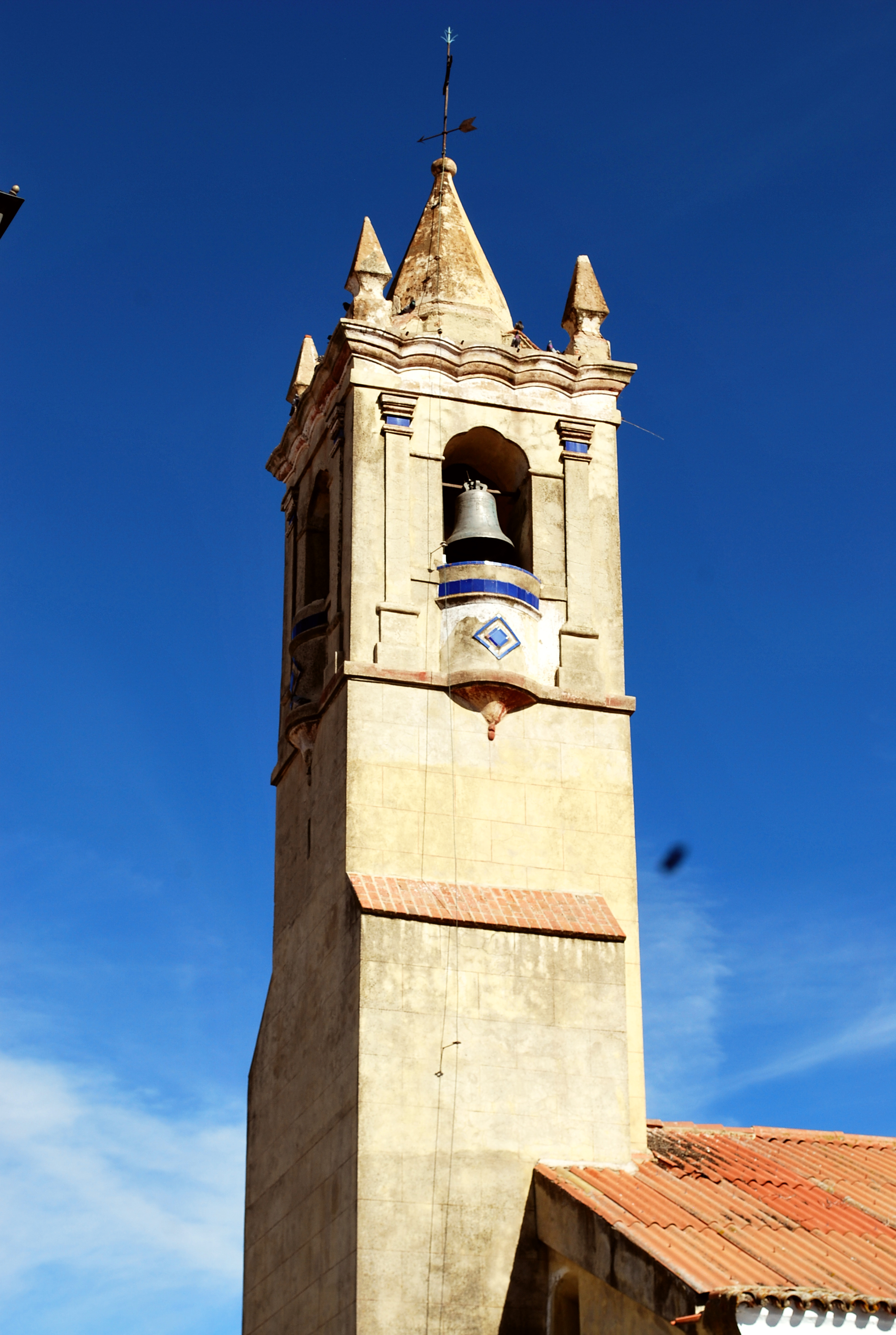
Torre de la iglesia de Nuestra Señora de los Ángeles

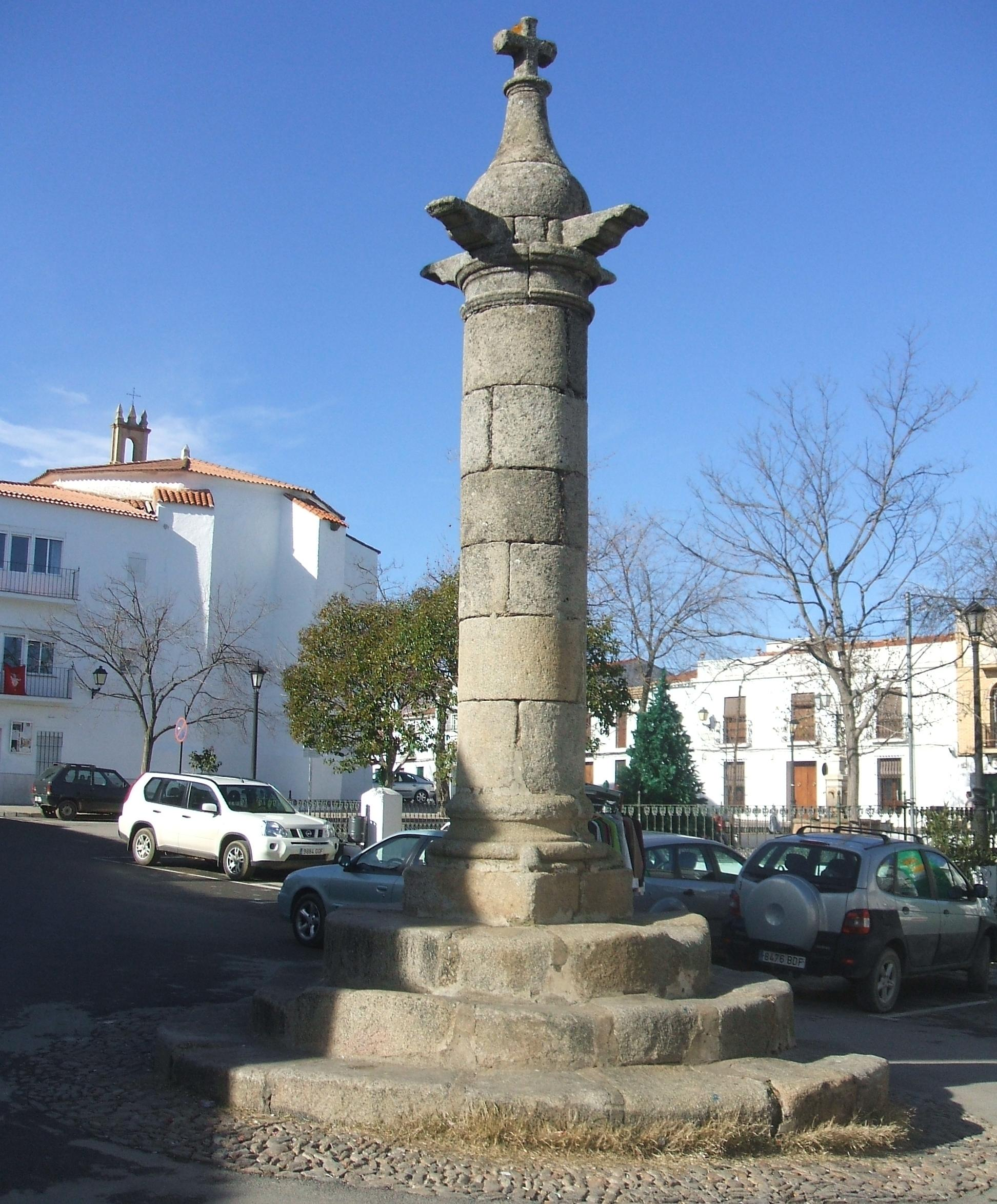
Cruz del Rollo

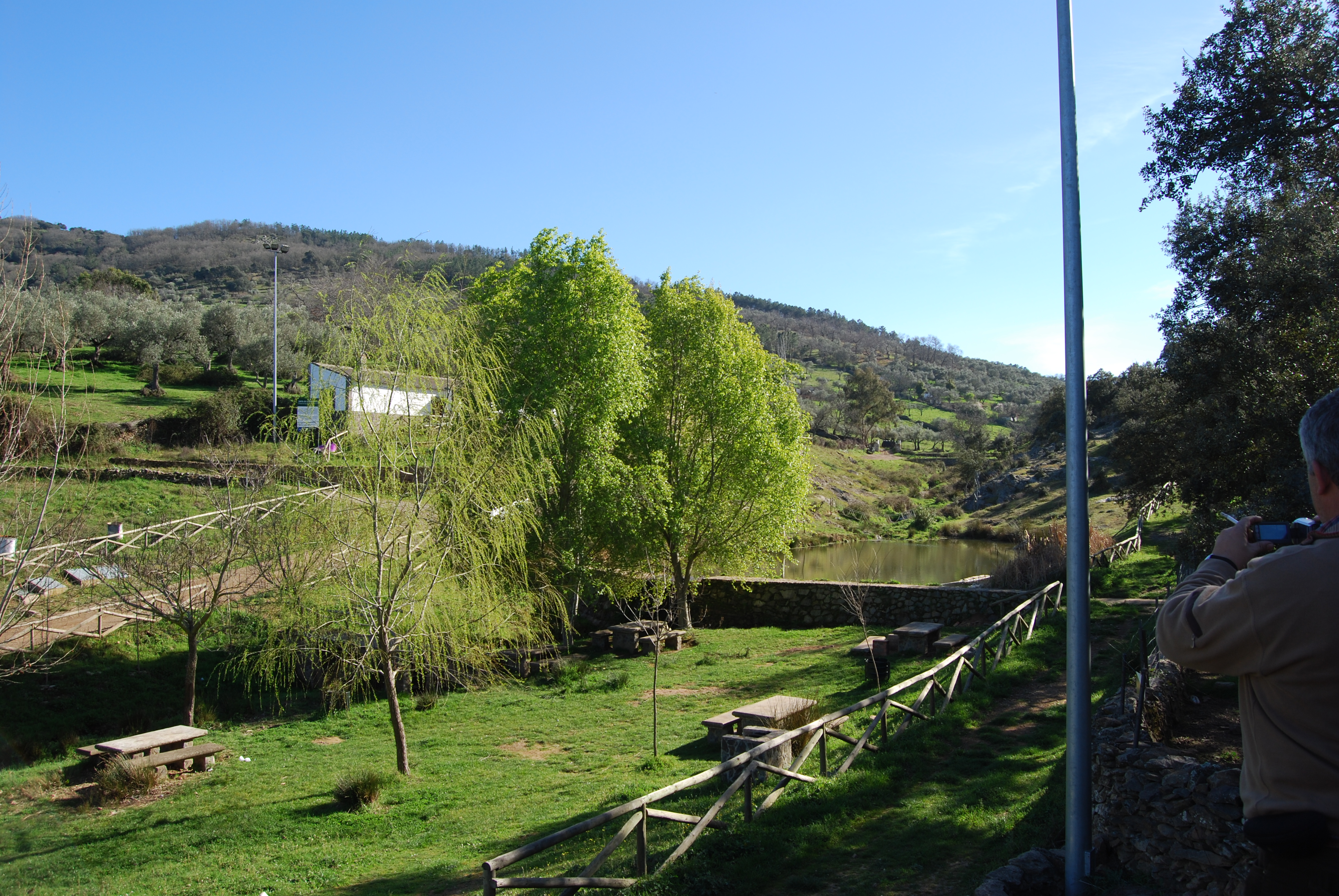
Pisá del Caballo

Iglesia parroquial católica de Nuestra Señora de los Ángeles del siglo XV, en la Archidiócesis de Mérida-Badajoz.
En este municipio también nos encontraremos con la cruz de la Fuente de Abajo, 1339, de estilo tardogótico; la cruz de la calle Tordoya o de La Cuesta, curioso crucero reinterpretado de antigua picota, reaprovechando sillares y columna tardorromana; el rollo en la plaza de España (siglo XVIII); la plaza de toros, arquitectura popular (siglo XIX); la Fuente del Coso, lápida romana votiva (siglo III); fuente del Rollo, 1885; Torre del Reloj, 1770; fachada del antiguo ayuntamiento, arquitectura popular (siglo XVIII).
El monumento por excelencia, tras su declaración como tal por la Junta de Extremadura, es la plaza de toros, fruto de la afición taurina que hay en este pueblo, y que se documenta desde el siglo XV. Tras haberse celebrado corridas y juegos con toros en distintos sitios de la villa, en el siglo XIX se erigió el coso actual con la colaboración de los vecinos, por ello su estilo arquitectónico es popular, macizo, abaluartado, con graderío y burladeros semi-excavados en la roca. Se conservan carteles impresos desde 1902, y por su arena han pasado toreros de renombre nacional, especialmente Paco Camino, a quien el pueblo tiene singular cariño ya que en sus comienzos allá por los años cincuenta hizo aquí sus primeras lidias. Otra efeméride taurina de consideración es que el maestro Manolo Vázquez vistió su primer traje de luces en esta plaza de toros el 13 de julio de 1947. 
Aunque no es un monumento físico, el lugar rústico de la Pisada del Caballo obedece a una leyenda conservada en el pueblo, dice que estando guerreando las tropas cristianas con los moros, en tiempos de la Batalla de Tentudía, el Apóstol Santiago se puso al frente de las milicias de la Cruz, y en estas lides, el blanco corcel del Santo pisó en una roca donde dejó grabada la herradura y uno de los clavos perforó la roca por donde salió agua. El manantial existe, tiene forma de herradura y el agua que fluye es ferruginosa. Se encuentra cerca de la población, en la ribera del arroyo de Martín Gil, en las faldas del cerro de la Buitrera, un monte de 1.032 metros de altitud, donde en plena Guerra Civil, el 18 de abril de 1938, un bimotor Heinkel-111 de la Legión Cóndor alemana se estrelló en la montaña al estar cubierta por la niebla. Existe una construcción en el lugar del accidente en recuerdo del hecho en el que perecieron los seis aviadores, que fue inaugurada el 2 de mayo de 1939.

## Cultura

### Fiestas
Fiesta patronales de San Benito, el día 11 de julio y próximos, destaca las corridas de toros; la Santa Cruz, 2 y 3 de mayo, destaca la Velada de la Cruz en la madrugada del día 3, con fuegos artificiales, adorno de cruces en las calles y pasacalle musical por las diferentes cruces. La Virgen de Agosto, el día 15 de dicho mes, con verbena y corrida de toros. Romería de San Isidro, el 15 de mayo, fiesta campestre con recorrido previo por caminos, en monturas y carrozas, música y concursos. De reciente creación es la Feria de la Castaña, cuya fecha de celebración es a comienzos del mes de noviembre; aprovechando la recolección de las castañas se organiza una feria donde se ofertan los productos típicos del pueblo: embutidos y salazones, vino, dulces, frutas..., a lo largo de varios días.

### Costumbres
La quema del Judas: tiene lugar el Domingo de Resurrección, tras la Misa Mayor, un muñeco relleno de paja y pólvora, simulacro del discípulo traidor, es paseado por el pueblo y llevado a la plaza mayor donde tras un sumario juicio lleno de burlas y escarnios, es sentenciado a muerte, una vez colgado, se le prende fuego, mientras los asistentes contemplan como las llamas y las explosiones consumen el muñeco que cada año es caracterizado de algún personaje famoso de la televisión o del artisteo que a juicio del pueblo merece ser condenado.
La ensalada de Papas: originalmente era de habas secas; actualmente es de patatas, que tras aderezarlas convenientemente, conformaban un plato gastronómico el día de Santa Ana (26 de julio) que las mujeres ofrecían a los hombres cuando volvían del trabajo en el campo. Hoy día se ha convertido en un día de gira con los amigos y la familia a los sitios donde poder disfrutar del agua y la comida.
A los naturales de este pueblo le apodan "brujos" los otros pueblos vecinos debido a la existencia a finales del siglo XIX y primeras décadas del XX de dos o tres mujeres con capacidad para conectar con los difuntos, con escasa fortuna y mucha ignorancia. Lo paradójico es que los que así los motajeaban eran los mismos que desde otros pueblos venían a consultar a estas visionarias. Todo queda en el folclore.

## Turismo

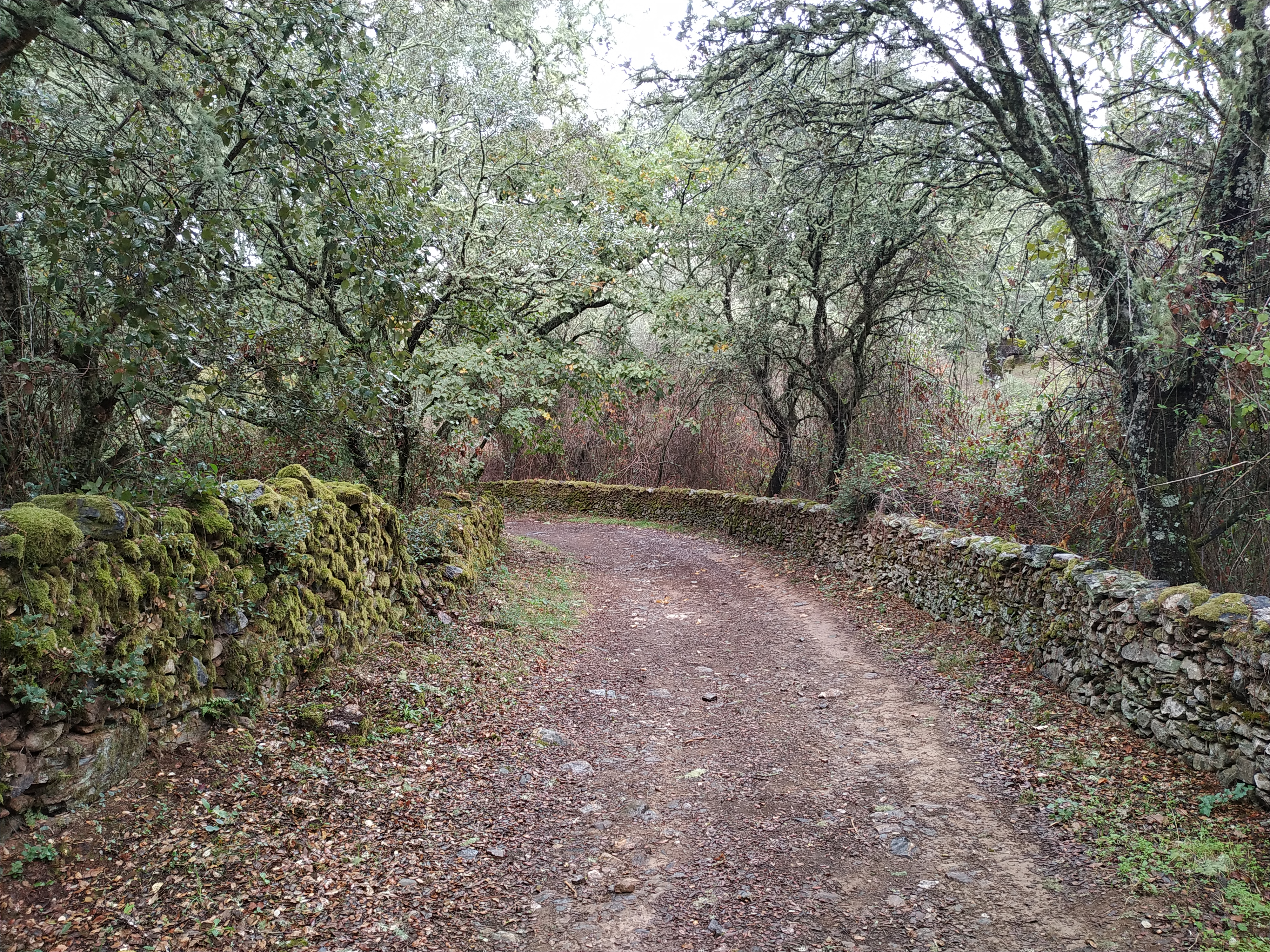
Ruta senderista

Este municipio ofrece rutas por el campo, por paisajes montañosos y valles; ruta por arquitectura popular urbana; ruta del agua, fuentes urbanas y rústicas; recorrido por el patrimonio histórico-artístico.